# 1977
Évszázadok: 19. század – 20. század – 21. század
Évtizedek: 1920-as évek – 1930-as évek – 1940-es évek – 1950-es évek – 1960-as évek – 1970-es évek – 1980-as évek – 1990-es évek – 2000-es évek – 2010-es évek – 2020-as évek
Évek: 1972 – 1973 – 1974 – 1975 –  1976 – 1977 – 1978 – 1979 – 1980 – 1981 – 1982

## Események

### Január
- január 1.
  - A csehszlovák ellenzék képviselői közzéteszik a Charta ’77 elnevezésű dokumentumot, melyben kinyilvánítják, hogy céljuk az emberi jogok védelme. (A Charta '77 első szóvivői: Václav Havel, Jiří Hájek és Jan Patočka.)[1]
  - Hatályba lép a szocialista országokba érvényes „piros” útlevél.
  - Megalakul a 93. Vegyes Repülőszázad.
- január 3. – Nagy-Britannia kölcsönt vesz fel a Nemzetközi Valutaalaptól.
- január 7. – Prágában nyilvánosságra kerül az emberi jogokkal foglalkozó Charta '77, aláírói közül többet letartóztatnak.[2]
- január 9. – Harmincnégy magyar értelmiségi Pavel Kohuthoz, a Charta '77 egyik szóvivőjéhez írt levelében szolidaritásáról biztosítja a mozgalmat.
- január 10.
  - A Nyiragongo kitörésében legalább 70-en vesztik életüket.
  - Pénzreform Angolában.
- január 17. – Portugáliában a NATO ellenőrzése alá helyezik a szárazföldi erőket.
- január 18.
  - Újabb jelentős kölcsönt vesz fel a Magyar Nemzeti Bank. Nyugat-európai bankok 150 millió dollárt utalnak át Magyarországnak.
  - Szarajevó térségében lezuhan a Dzsemal Bijedics jugoszláv miniszterelnököt és kíséretét szállító repülőgép; a kormányfővel együtt 8-an veszítik életüket.
- január 20. – Elfoglalja hivatalát az 53 éves Jimmy Carter, az Amerikai Egyesült Államok 39., demokratapárti elnöke. A külügyminiszter Cyrus Vance.
- január 21. – Jimmy Carter amerikai elnök kegyelemben részesíti azokat, akik a vietnámi háború során megtagadták a katonai szolgálatot vagy külföldre szöktek a sorozás elől.
- január 24. – Az atochai mészárlás Madridban, másnap a mészárlást a szélsőjobboldali Apostoli Antikommunista Szövetség magára vállalta.
- január 28. – Csehszlovákia Kommunista Pártja (CSKP) vezetősége művészek és értelmiségiek részvételével „antichartista” tüntetést rendez a prágai Nemzeti Színházban.[3]

### Február
- február 3. – Tafari Benti etióp vezetőt puccsal távolítják el a hatalomból.
- február 7. – Budapesten felavatják a Semmelweis Orvostudományi Egyetem 24 emeletes új épületét a Nagyvárad téren.
- február 11.
  - Megnyílik Budapesten az Ady-emlékmúzeum.
  - Mengisztu Haile Mariam az etiópiai vezető.
- február 14. – Új alkotmányt fogadnak el Afganisztánban.
- február 16. – Felavatják az új rádióadót Solton, amely a Kossuth Rádió adásait sugározza.
- február 20. – Választásokat tartanak Salvadorban. Az elkövetett visszaélések miatt a következő napokban heves tömegmegmozdulások törnek ki, melyre a hatóságok kíméletlen terrorral válaszolnak.

### Március

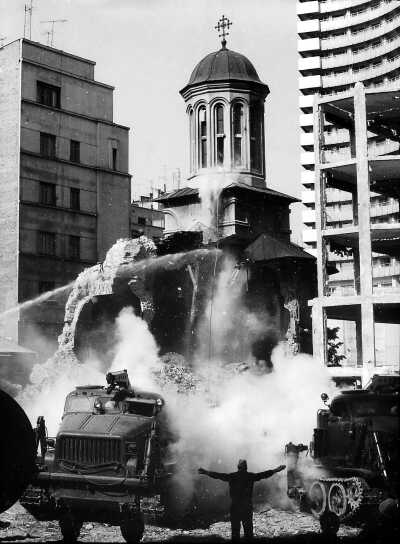
Földrengés Romániában (március 4.)

- március 2–3. – Az olasz, a francia és a spanyol kommunista párt vezetőinek tanácskozása Madridban. Közös nyilatkozatban fogalmazzák meg az eurokommunizmus alapelveit.
- március 4. – A Richter-skála szerinti 7,2 erősségű földrengés hatalmas pusztítást visz végbe Románia délkeleti részén.[4] A természeti csapás mintegy 1500 emberéletet követel, 35 ezer család fedél nélkül marad.
- március 6. – Kairóban egyiptomi-amerikai gazdasági, kereskedelmi és hitelegyezményt írnak alá.
- március 7. – A Zulfikar Ali Bhutto kormányfő vezette néppárt nyeri a parlamenti választásokat Pakisztánban.
- március 7–9. – 40 fekete-afrikai és 20 arab ország képviselői, az Arab Liga, az Afrikai Egységszervezet és a PFSZ képviselői három napos tárgyalása Kairóban.
- március 9–10. – James Callaghan brit kormányfő tárgyalásai Jimmy Carter amerikai elnökkel.
- március 16. – Indira Gandhi súlyos veresége az indiai választásokon.
- március 17. – Teng Hsziao-pinget (Deng Xiaoping) visszahelyezik valamennyi tisztségébe.
- március 18. – Kongóban halálosan megsebesítik Marien Ngouabi köztársasági elnököt, majd egy 11 tagú katonai bizottság veszi át a hatalmat.
- március 22. – Kádár János vezetésével párt- és kormányküldöttség utazik az NDK-ba. Aláírják az új, 25 évre szóló barátsági, együttműködési és kölcsönös segítségnyújtási szerződést.
- március 24. – Indira Gandhit Morárdzsi Deszái váltja fel a kormányfői poszton Indiában.
- március 25.
  - Nyilvános kivégzések Kínában.
  - VI. Pál pápa münchen-freisingi érsekkévé nevezi ki Joseph Alois Ratzingert. (A pápa még ugyanezen év június 27-én bíborossá nevezte ki.)[5]
- március 27. - Két Boeing repülőgép összeütközik Tenerife repülőterén. A katasztrófában 583 ember hal meg.
- március 26–31. – Cyrus Vance amerikai külügyminiszter Moszkvában tárgyal a SALT–2-ről.
- március 28. – Népszínház név alatt összevonják az Állami Déryné Színházat és a Huszonötödik Színházat.
- március 30. – Raymond Barre francia kormányfő megalakítja második kabinetjét.[6]

### Április
- április 1. – Spanyolországban feloszlatják a francoista pártot.
- április 9. – A madridi kormányzat engedélyezi a kommunista párt hivatalos működését.
- április 7. – Terroristák meggyilkolják az NSZK főállamügyészét (Siegfried Buback).[7]
- április 13–14. – Az MSZMP Központi Bizottsága új, hosszú távú lakásépítési programról határoz.
- április 14. – VI. Pál pápa fogadja a magyar katolikus püspöki kar tagjait.
- április 17. – Az  Egyesült Államokban, az először rendezett West Coast Computer Faire-en (Nyugati Parti Számítógép Vásár) Steve Jobs és Steve Wozniak bemutatták az Apple II számítógépet.[8]
- április 18. – Carter amerikai elnök energiatakarékossági programot jelent be.
- április 28. – Stuttgartban életfogytiglani fegyházra ítélik Andreas Baader, Gudrun Esslin és Jan-Carl Raspe terroristákat, a Vörös Hadsereg Frakció vezetőit.
- április 30. – Az Olasz Kommunista Párt és a Kereszténydemokrata Párt vezetőinek első hivatalos megbeszélései.

### Május
- május 2. – Az USA nem ellenzi Vietnám felvételét az ENSZ-be.
- május 4–6. – Az Akadémia közgyűlése Szentágothai Jánost – mint az első párton kívülit – választja az MTA elnökévé.
- május 7–8. – Londonban tartják csúcstalálkozójukat a legfejlettebb gazdaságú országok (G7) állam- és kormányfői. (Az Európai Bizottság elnöke első alkalommal vesz részt a tanácskozáson.)
- május 10–11. – A NATO állam- és kormányfői Londonban megvitatják a hosszú távú védelmi programot.[9]
- május 13. – Dolores Ibárruri spanyol kommunista politikus 38 éves szovjet száműzetéséből visszatér Madridba.
- május 14. – Don Juan – a legitim spanyol király – lemond dinasztikus jogairól fia, János Károly javára.[10]
- május 16. – Franciaországban új gaulle-ista párt alakul.
- május 17. – Az izraeli előrehozott parlamenti választásokon megerősödik a jobboldali Likud blokk, háttérbe szorítva az 1948 óta folyamatosan kormányzó szocialistákat. Az új miniszterelnök Menahem Begin.
- május 18. – Genfben 33 ország – köztük az USA és a Szovjetunió – képviselői aláírják a környezeti hadviselés tilalmáról szóló egyezményt.
- május 28. – Szélsőbaloldali puccskísérlet Angolában.

### Június
- június 1. – Magyarországon bevezetik a magánkereskedői igazolványt, amit szakképesítéshez kötnek.
- június 2. – Kádár János megkapja a Nemzetközi Lenin-békedíjat.
- június 3. – Az USA és Kuba között megállapodás jön létre, miszerint 16 évnyi szünet után újra felveszik a diplomáciai kapcsolatot.
- június 9. – VI. Pál pápa a Vatikánban fogadja Kádár Jánost.[11]
- június 11. – A lengyel kormány leállítja a helyi beruházásokat.
- június 13. – A Jugoszláv Kommunista Szövetség Központi Bizottságának (JKSZ KB) elnöksége elfogadja Edvard Kardelj előterjesztését az egypártrendszerből az „önigazgatói politikai pluralizmusba” való átmenetről.[12]
- június 14. – Moszkva visszahívja katonai tanácsadóit Szomáliából.
- június 15. – 41 év után Spanyolországban újra szabad választásokat tartanak. (Adolfo Suárez miniszterelnök Demokratikus Centrum Szövetség pártja győzedelmeskedik; a szocialisták a második legnagyobb párt.)
- június 15–16. – Kádár és Ceaușescu Debrecenben és Nagyváradon folytatnak tárgyalásokat. (Közleményben rögzítik a nemzetiségek „híd-szerepét”, konkrét eredményeket azonban nem sikerül elérni a magyar kisebbség ügyében.)[4]
- június 16. – Leonyid Brezsnyev az SZKP főtitkára a leköszönt Nyikolaj Podgornij utódaként a Szovjetunió új államfője.[13]
- június 20–21. – Leonyid Brezsnyev látogatása Franciaországban.[6]
- június 24. – Karakas Lászlót Trethon Ferenc váltja fel a munkaügyi miniszteri székben.[14]
- június 27. – Függetlenné válik Dzsibuti,[6] az utolsó francia gyarmat Afrikában.
- június 30. – A  Délkelet-ázsiai Szerződés Szervezete (SEATO) hivatalosan feloszlatja magát.[15]

### Július
- július 1. – Megszűnik a vámhatár az EGK és az EFTA országok között.
- július 4–7. – Kádár János vezetésével magyar párt- és kormányküldöttség tárgyal az NSZK-ban.
- július 5. – Mohammad Ziaul Hakk tábornok államcsínye Pakisztánban. Zulfikar Ali Bhutto miniszterelnök házi őrizetbe kerül.
- július 7. – Az Egyesült Államokban kipróbálták a megnövelt sugárzású atomfegyvert, a neutronbombát.
- július 14. – New Yorkban megismétlődik az 1965-ös teljes áramkimaradás, fosztogatásokra kerül sor.
- július 16–21. – A KKP KB ülésén Teng Hsziao-ping vonala érvényesül.
- július 19. – Az Egyesült Államokban rehabilitálják az 1927-ben kivégzett Saccot és Vanzettit.
- július 21. – A Szabadság Párt veresége a Srí Lanka-i választásokon.
- július 21–24. – Egyiptomi-líbiai fegyveres összeütközés.

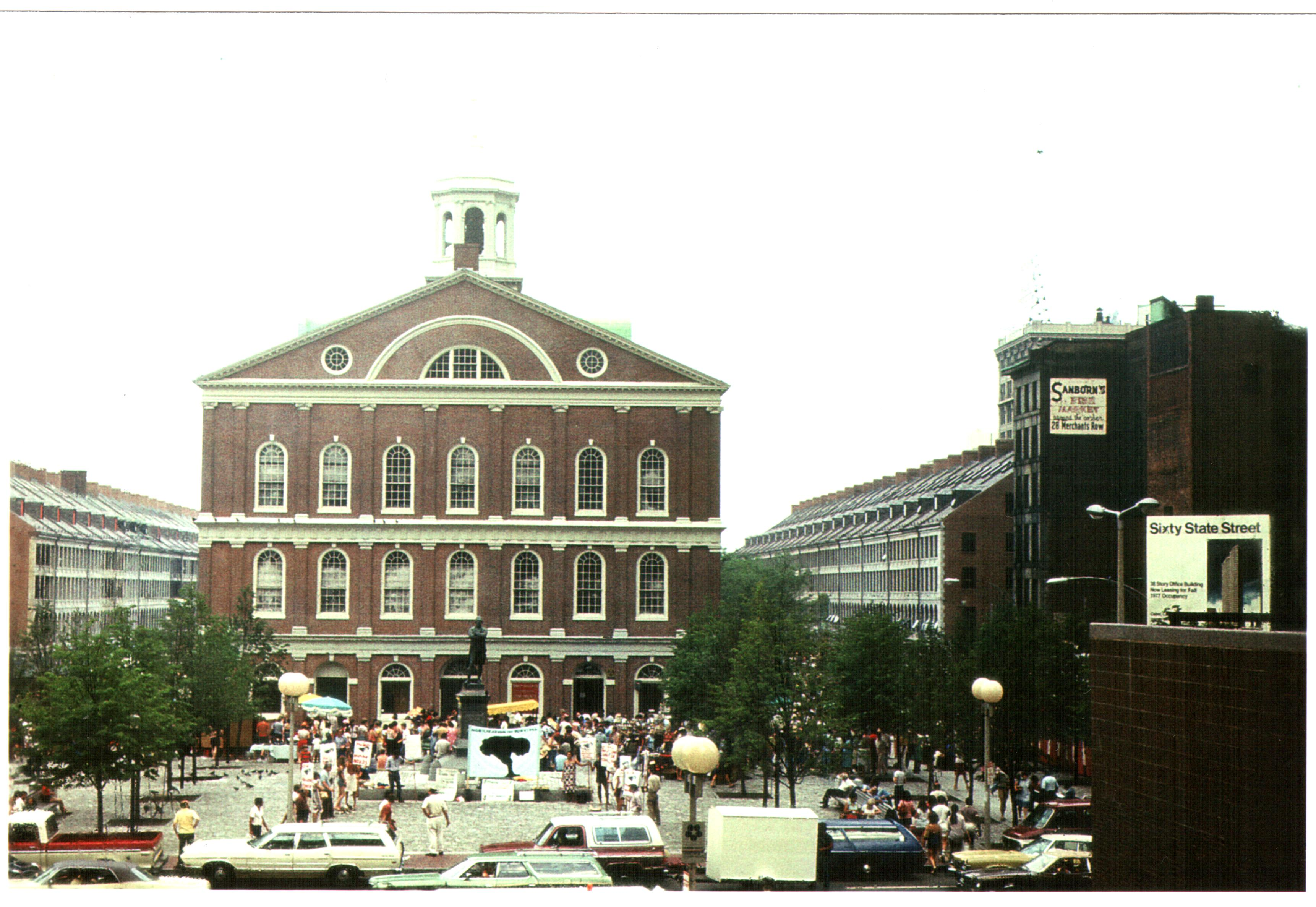
Tüntetés Bostonban az atomenergia felhasználása ellen

- július 23. – Atomenergia ellenes tüntetés Bostonban, az Egyesült Államokban.
- július 23. – Szomáli csapatok megtámadják az etiópiai Ogadent.
- július 25. – Neelam Sanjiva Reddy lesz India 6. elnöke.
- július 30. – A német Dresdner Bank elnökét, Jürgen Pontót a RAF tagjai agyonlövik.[16]

### Augusztus
- augusztus 1. – Romániában elkezdődik az Zsil-völgyi bányászsztrájk.
- augusztus 1–11. – Cyrus Vance amerikai külügyminiszter közel-keleti körútja.
- augusztus 4. – Franciaország bekapcsolódik a nukleáris fegyverek elterjedésének megakadályozását célzó egyezmény kidolgozásába.
- augusztus 11. – Az Egyesült Államok és Panama megállapodik abban, hogy 2000-ben Panama átveszi a Panama-csatornát.
- augusztus 12–18. – A Kínai Kommunista Párt XI. Kongresszusa: befejeződik a kulturális forradalom.
- augusztus 15. – Megszökik a római börtönkórházból Herbert Kappler náci háborús bűnös, egykori SS-ezredes, Róma Gestapo-főnöke.
- augusztus 16. – Graceland-i (Memphis, Tennessee) otthonában éri a halál Elvis Presley-t.
- augusztus 17.
  - A szovjet Arktyika atomjégtörő a tengerhajózás történetében először töri át az Északi-sarki medence jégpáncélját és jut el a sarkra.
  - Budapesten – a Népligetben – átadják a Planetáriumot.
- augusztus 20. – Az Amerikai Egyesült Államok elindítja csillagközi útjára a Voyager–2 űrszondát.
- augusztus 21. – Mozgósítás Etiópiában.
- augusztus 22–26. – Cyrus Vance amerikai külügyminiszter Kínában tárgyal.

### Szeptember
- szeptember 1. – Az Egyesült Államok és Kuba 16 évi szünet után újra felveszi a diplomáciai kapcsolatokat.
- szeptember 3. – Pakisztánban letartóztatják Zulfikar Ali Khan Bhuttot.
- szeptember 5.
  - Kölnben a RAF elrabolja Hanns Martin Schleyert, a Német Munkaadók Szövetségének elnökét.[16]
  - Az Amerikai Egyesült Államok elindítja csillagközi útjára a Voyager–1 űrszondát.
- szeptember 7. – Etiópia megszakítja a diplomáciai kapcsolatokat Szomáliával.
- szeptember 10. – Utoljára hajtanak végre halálos ítéletet nyaktilóval Franciaországban.
- szeptember 14–16. – Budapesten aláírják a bős-nagymarosi vízlépcsőrendszer megépítéséről szóló csehszlovák-magyar kormányközi egyezményt.
- szeptember 14–23. – A francia baloldali pártok tanácskozásán megbomlik a baloldal egysége.
- szeptember 15. – A magyar és a csehszlovák kormányfő szerződést ír alá a gabcikovo-nagymarosi vízlépcsőrendszerről.[11]
- szeptember 21. – A Malév 203-as járata, az Isztambul-Bukarest-Budapest között menetrend szerint közlekedő TU-134-es Bukaresttől 55 km-nyire kényszerleszállás közben lezuhan. A nyolctagú személyzet és 21 utas életét veszti, 23 magyar és egy török állampolgár túléli a szerencsétlenséget.
- szeptember 22–24. – Kádár János Jugoszláviában Titóval tárgyal.
- szeptember 23–24. – Andrej Gromiko szovjet külügyminiszter Washingtonban tárgyal a SALT–2-ről.
- szeptember 27–29. – Agostinho Neto angolai elnök a Szovjetunióban tárgyal.
- szeptember 29. – Bajkonurból felbocsátják Föld körüli pályára a szovjet Szaljut–6 űrállomást.
- szeptember 30. – Letartóztatják a július közepén Franciaországban eltűnt Klaus Croissant-t, a Baader-Meinhof csoport védő ügyvédjét.

### Október
- október 1.
  - Széles körű béremelések Kínában.
  - Közös szovjet-amerikai nyilatkozat a közel-keleti helyzetről.
- október 3. – Letartóztatják Indira Gandhit korrupció és hatalmi visszaélések vádjával; 16 óra elteltével szabadlábra helyezik.
- október 4. – Belgrádban megkezdi működését az Európai Biztonsági és Együttműködési Szervezet (EBEÉ) soros értekezlete, melynek záró napja a következő év márciusa.[9]
- október 6. – Moszkvában szentté avatják Innokentyij Venyaminov moszkvai metropolitát. (Innokentyij a leghíresebb orosz hittérítő pap a XIX. században.)[17]
- október 7. – Elfogadják a Szovjetunió új alkotmányát.
- október 11. – Szanaában meggyilkolják Hámidit, a Jemeni Arab Köztársaság elnökét, háromtagú elnöki tanács veszi át az ország irányítását.
- október 12. – A NATO keretein belül létrehozzák az Atomtervező Csoport Magas Szintű Részlegeit a hadszíntéri atomeszközök korszerűsítésének vizsgálatára.[9]
- október 13. – A Lufthansa Mallorcáról Frankfurtba tartó járatát palesztin terroristák kerítik hatalmukba. A túszokért cserébe a Baader-Meinhof csoport bebörtönzött tagjainak szabadon bocsátását követelik.[16]
- október 17. – Spanyolországban életbe lép az amnesztiatörvény, amely büntetlenséget garantál az 1937. július 27. és 1977. június 15. között elkövetett cselekményekre, elrendeli a politikai foglyok szabadon bocsátását, és lehetővé teszi a száműzöttek hazatérését.[18]
- október 18.
  - Nyugatnémet határőr-alakulat Mogadishuban megrohamozza a 13-án eltérített repülőgépet és kiszabadítja a túszokat.[19]
  - Stuttgartban, a Vörös Hadsereg Frakció bebörtönzött vezetői – Andreas Baader, Gudrun Ensslin és Jan-Carl Raspe – öngyilkosságot követnek el.[19]
- október 19. – A franciaországi Mulhouse mellett egy autó csomagtartójában megtalálják Hanns Martin Schleyer holttestét.[19]
- október 20. – A reformpolitikához való óvatos visszatérésről határoz az MSZMP KB-a.
- október 21. – Morárdzsi Deszái indiai kormányfő látogatása a Szovjetunióban.

### November
- november 2. – A Fekete-tengerben (Törökországnál) felfedezik a világ legnagyobb urántelepét.
- november 4. – Az ENSZ fegyverszállítási embargót rendel el a Dél-afrikai Köztársaság ellen, ez az első kötelező szankció egy tagállam ellen.
- november 11. – Nagyarányú tisztogatási hullám indul a „négyek bandájának” hívei ellen Kínában.
- november 13. – Szomália felmondja együttműködési szerződését a Szovjetunióval.
- november 16. – Magyarországon tárgyal a Fiat-konszern elnöke, Giovanni Agnelli.
- november 17. – Luxorban 58 külföldi turistát és négy egyiptomit gyilkolnak meg iszlám terroristák, következményeként az utazási irodák tömegesen mondják vissza egyiptomi körútjaikat.
- november 19–20. – Anvar Szadat egyiptomi elnök látogatása Izraelben.
- november 24. – Az Európa Tanács tagja lesz Spanyolország.

### December
- december 1. – Az MSZMP Központi Bizottságának ülése megállapítja, hogy az 1977. évben elért eredmények elmaradnak a népgazdasági tervtől.
- december 3. – Josip Broz Tito jugoszláv és Nicolae Ceaușescu román államfő leteszi a Vaskapu II. vízerőmű alapkövét.[20]
- december 4–10. – Az angolai Népi Felszabadítási Mozgalom I. Kongresszusa.
- december 4. – Banguiban Közép-Afrika császárrá koronázzák Jean-Bédel Bokassa tábornokot
- december 7. – Megnyílik a Lillafüredi Palotaszálló.
- december 8.
  - Egyiptom bezáratja a kelet-európai szocialista országok konzulátusait és kulturális intézeteit.
  - Ahmed Hasszán al-Bakr iraki elnök a Szovjetunióba látogat.
- december 9. – Elkészül a Körösök vízlépcsőrendszere, miután átadják ennek utolsó tagját, a körösladányi duzzasztóművet.
- december 10. Az Amnesty International kapja a Nobel-béke-díjat. Az irodalmi díj a spanyol Vicente Aleixandre-hoz, a keserű hangú szürrealista lírikushoz kerül.
- december 25–26. – Szadat egyiptomi elnök és Begín izraeli miniszterelnök tárgyalásai Iszmáilijában.
- december 27–29. – A Kínai Népi Politikai Tanácskozó Testület (népfront) ülése.
- december 29–30. – Carter amerikai elnök látogatása Lengyelországban.
- december 31. – Kambodzsa megszakítja a diplomáciai kapcsolatokat Vietnámmal, a határon történt harci cselekmények miatt.

### Határozatlan dátumú események
- január – Harmincnégy magyar értelmiségi felhívása a Charta '77 támogatására.[11]
- az év folyamán – Új devizarendszert vezetnek be Jugoszláviában. (A külföldi fizetőeszközökkel azok a gazdasági alanyok, köztársaságok rendelkeznek, amelyek ezeket kivitelből előteremtik.)[21]

## Az év témái

### 1977 a filmművészetben
- Csillagok háborúja

### 1977 az irodalomban
- Bereményi Géza: Legendárium
- Somlyó György – A költészet vérszerződése (tanulmányok), Szépirodalmi
- Megjelenik Ladislav Ballek szlovák író Pomocník (A segéd) című regénye.[22]

### 1977 a légi közlekedésben
- január 25. – Megnyitják a Ferihegyi repülőtér korszerű induló utascsarnokát, ezzel kétszeresére bővül a légikikötő utaskapacitása.
- március 27. – A holland KLM és az amerikai PanAm Boeing 747-es repülőgépe összeütközik a tenerife-i repülőtér kifutópályáján. 583 ember veszíti életét. Ez a repülés történetének eddigi legsúlyosabb szerencsétlensége.
- november 22. – Megindul Európa (Párizs és London) és New York között a szuperszonikus polgári légiforgalom a Concorde gépekkel.

### 1977 a sportban
- A Vasas SC nyeri az NB1-et. Ez a klub 6. bajnoki címe.
- a Jászberényi Lehel HC Megalapítása

### 1977 a televízióban
- Táncdalfesztivál

### 1977 a tudományban
- június 26. – A vonalkód első kereskedelmi használatának kezdete az Amerikai Egyesült Államokban
- augusztus 20. – A Voyager–2 indítása
- szeptember 5. – A Voyager–1 indítása Cape Canaveralból
- november 23. – A Cape Canaveralról pályára állítják a Meteosat–1-t, az első európai meteorológiai műholdat.
- Az első napelemes számológép megjelenése.
- A neutronbomba kifejlesztése.

### 1977 a zenében
- január 17. – Ferencsik János karnagy 70. születésnapja alkalmából a Magyar Népköztársaság babérkoszorúval ékesített zászlórendjét kapja.
- február 27. – Ausztráliai koncertkörútjának első állomására, Sydney-be érkezik az ABBA együttes. A nagy sikerű turnén forgatják az ABBA – A film c. filmet.
- június 26. – Elvis Presley utolsó koncertje Indianapolisban, a Market Square Arenaban.
- szeptember 25. – A „The Wings” jótékonysági koncertet ad, a bevételt a velencei Szent Márk-székesegyház javára ajánlja fel.
- december 7. – Az AC/DC nevű rockegyüttes az amerikai Atlantic Records stúdiójában rögzíti egyik minikoncertjét, amit kifejezetten rádiós lemezlovasoknak szánnak. A felvétel 20 évvel később nagy példányszámban is megjelent Live from the Atlantic Studios címmel.
- Demjén Ferenc 3 társával együtt megalapítja a V’Moto-Rock együttest.
- Megalakul a Dire Straits brit rockzenekar, Mark Knopfler vezetésével.

#### Fontosabb külföldi albumok
- ABBA: The Album
- Amanda Lear: I Am a Photograph
- Aerosmith: Draw the Line
- AC/DC: Let There Be Rock
- The Beach Boys: The Beach Boys Love You
- Bob Marley and the Wailers: Exodus
- Billy Joel: The Stranger
- Blondie: Plastic Letters
- Carole King: Simple Things
- Cher: Cherished
- The Animals: Before We Were So Rudely Interrupted
- The Clash: The Clash
- David Bowie: Heroes
- Donna Summer: I Remember Yesterday / Once Upon a Time
- Emerson, Lake & Palmer: Works Volume 1, Works Volume 2
- Fleetwood Mac: Rumours
- Foreigner: Foreigner
- Elvis Presley: Moody Blue
- Grace Jones: Portfolio
- Iggy Pop: The Idiot
- KISS:Love Gun
- Ike & Tina Turner: Delilah's Power
- Kraftwerk: Trans Europe Express
- Meat Loaf: Bat Out of Hell
- Tina Charles: Tina Sings / Heart 'n' Soul
- The Jackson 5: Goin' Places
- The Carpenters: Passage
- Pink Floyd: Animals
- Motörhead: Motörhead
- Queen: News of the World
- Suzi Quatro: Aggro-Phobia
- Supertramp: Even in the Quietest Moments...
- Rainbow: On Stage
- Sex Pistols: Never Mind the Bollocks, Here’s the Sex Pistols
- David Bowie: Low

#### fontosabb magyar nagylemezek
- Bergendy-együttes: Jazz
- Cseh Tamás – Bereményi Géza: Levél nővéremnek (Másik Jánossal)
- Demjén Ferenc: Fújom a dalt
- Fonográf: Edison Fonográf album
- Generál: Zenegép
- Katona Klári: Savanyú a csokoládé
- Koncz Zsuzsa: Koncz Zsuzsa X.
- Kovács Kati: Csendszóró
- Korda György: Én megálmodtalak
- Locomotiv GT: Mindenki másképp csinálja
- Neoton Família: Csak a zene.
- Omega: Időrabló
- Piramis: I.
- Skorpió: Kelj fel!
- Sztevanovity Zorán: I.

## Születések

### január–április
- január 2. – Farkas Norbert, magyar labdarúgó
- január 3. – Lee Bowyer, angol labdarúgó
- január 3. – Iizuka Majumi, japán énekes és szeijú
- január 4. – Sólyom-Nagy Máté, operaénekes
- január 5. – Ferjan Matej, szlovén-magyar salakmotor-versenyző († 2011)
- január 6. – Daniel Chapo mozambiki politikus, elnök
- január 7. – Dolhai Attila, magyar színész, énekes
- január 8. – Matkó Zsolt, magyar labdarúgó, a Bőcs KSC kapusa
- január 10. – Mike Fokoroni, zimbabwei atléta
- január 11. – Tokaji Viktor, magyar jégkorongozó
- január 12. – Cade McNown, quarterback
- január 13. – Orlando Bloom, angol színész
- január 20. – Orosz Dénes, magyar filmrendező, forgatókönyvíró, író.
- január 23. – Völgyesi Gabriella a Unique együttes gyönyörű énekesnője
- január 28. – Daunte Culpepper, amerikai quarterback
- január 29. – Sam Jaeger, amerikai színész
- január 29. – Justin Hartley, amerikai színész
- február 1. – Robert Traylor amerikai kosárlabdázó († 2011)
- február 2. – Shakira (Shakira Isabel Mebarak Ripoll), kolumbiai énekesnő
- február 2. – Ryan James Bittle, amerikai színész
- február 5. – Pavel Novotný cseh pornószínész
- február 8. – Roman Kosztomarov, orosz jégtáncos
- február 13. – Randy Moss  amerikaifutball-játékos
- február 19. – Gianluca Zambrotta, olasz labdarúgó
- február 19. – Teo Đogaš, horvát vízilabdázó
- február 22. – Hakan Yakın, svájci labdarúgó
- február 22. – Posta Victor magyar zenész, színész
- február 24. – Lükő Zsolt fedélzeti technikus, posztumusz hadnagy († 2008)
- február 25. – Zováth János, magyar labdarúgó
- február 26. – Greg Rikaart, amerikai színész
- március 1. – Baranyi Imre, vízilabdázó
- március 1. – Leszek Blanik, lengyel tornász
- március 8. – James Van Der Beek, amerikai színész
- február 8. – Sverre Andreas Jakobsson, izlandi kézilabdázó
- március 9. – Szarvas József "Josh", énekes, Josh és Jutta duóból
- március 14. – Macuda Naoki, japán labdarúgó († 2011)
- március 16. – Thomas Rupprath, német úszó
- március 18. – Trent Tesoro, amerikai pornószínész
- március 20. – Vadim Devyatovskiy, fehérorosz kalapácsvető
- március 20. – Vladan Marković, szerb úszó
- március 23. – Kabai Lóránt, költő, író, szerkesztő, kritikus, vizuális művész
- március 26. – Sandro Viana, brazil atléta
- március 27. – Elek Norbert, magyar labdarúgó
- március 28. – Karsai Dániel magyar ügyvéd, alkotmányjogász († 2024)
- március 30. – Kovács Béla válogatott labdarúgó
- április 2. – Michael Fassbender, német színész
- április 4. – Boczkó Gábor, magyar párbajtőröző
- április 7. – Rósa Dénes, magyar labdarúgó
- április 10. – Aaron Armstrong, trinidadi atléta
- április 13. – Kovács Norbert labdarúgó
- április 14. – Sarah Michelle Gellar, amerikai színésznő
- április 16. – Fredrik Ljungberg, svéd labdarúgó
- április 18. – Bryce Johnson, amerikai színész
- április 22. – Csányi Erika, magyar színésznő, énekesnő
- április 23. – John Cena, amerikai pankrátor, színész
- április 26. – Tom Welling, amerikai modell, színész
- április 28. – Kikelomo Ajayi, nigériai labdarúgó

### május–augusztus
- május 2. – Megyesi László, labdarúgó
- május 6. – Kristof Beyens, belga kerékpározó
- május 8. – Szentpáli Roland, tubaművész
- május 10. – Nick Heidfeld, Formula–1-es autóversenyző
- május 10. – Fodor Zoltán, magyar táncművész, koreográfus
- május 13. – Neil Hopkins, amerikai színész
- május 15. – Kolovratnik Krisztián, színész
- május 16. – Melanie Lynskey új-zélandi színésznő
- május 19. – Manuel Almunia, spanyol labdarúgó
- május 20. – Matt Czuchry, amerikai színész
- május 26. – Luca Toni, olasz labdarúgó
- május 31. – Eric Christian Olsen amerikai színész
- június 1. – Marius Radu, román labdarúgó
- június 1. – Némedi Norbert, magyar labdarúgó
- június 2. – Váczi Gergő, magyar újságíró, műsorvezető
- június 3. – Gaal Gergely magyar politikus
- június 4. – Vicente Lima, brazil sprinter
- június 8. – Kanye West, amerikai rapper
- június 11. – Shane Meier, kanadai színész
- június 11. – Ryan Dunn, amerikai színész, kaszkadőr († 2011)
- június 14. – Duncan Oughton új-zélandi labdarúgó
- június 19. – Maria Cioncan, román atléta († 2007)
- június 22. – Bernadette Heerwagen német színésznő
- június 23. – Jason Mraz, amerikai énekes, dalszövegíró
- június 23. – Attila Korodi, román környezetvédelmi miniszter
- június 24. – Anthony Ashley-Cooper, Shaftesbury tizenegyedik earlje († 2005)
- június 27. – Raúl, spanyol labdarúgó
- június 27. – Sabine Dünser lichtensteini énekesnő, az Elis együttes alapítója († 2006)
- június 28. – Fogarasi Gergely, alkotóművész
- június 29. – Szujó Zoltán, magyar újságíró, sportriporter, autóversenyző
- június 29. – Jeff Baena amerikai filmrendező, forgatókönyvíró († 2025)
- június 30. – Monica Iacob-Ridzi román politikus, ifjúsági és sportminiszter
- július 1. – Liv Tyler, amerikai színésznő
- július 1. – Molnár Balázs, magyar válogatott labdarúgó
- július 5. – Nicolas Kiefer, német teniszező
- július 7. – Aleš Hanák, cseh pornószínész
- július 8. – Milo Ventimiglia, amerikai színész
- július 10. – Martin Čotar, horvát kerékpározó
- július 13. – Gustavo Lima, portugál vitorlázó
- július 14. – Viktória svéd királyi hercegnő
- július 18. – Alekszandr Szergejevics Morozevics, orosz sakkozó
- július 18. – Sebestyén Balázs, magyar rádiós és tévés műsorvezető
- július 20. – Yves Niare, francia súlylökő
- július 21. – Ilja Noszkov, orosz színész
- július 22. – Alessandro Grandoni, olasz labdarúgó
- július 27. – Jonathan Rhys Meyers, ír színész
- augusztus 2. – Edward Furlong, amerikai színész
- augusztus 3. – Rui Silva, portugál atléta
- augusztus 3. – Tom Brady, amerikaifutball-játékos
- augusztus 9. – Csordás Csaba, magyar labdarúgó
- augusztus 12. – Jesper Grønkjær, dán labdarúgó
- augusztus 15. – Igor Cassina, olasz olimpiai bajnok tornász
- augusztus 16. – Farkasházi Réka, magyar színésznő
- augusztus 17. – Thierry Henry, francia labdarúgó
- augusztus 21. – Spala Korinna, magyar táncművész, koreográfus
- augusztus 22. – Szabó Gergő sportriporter
- augusztus 24. – Robert Enke, német labdarúgó († 2009)
- augusztus 25. – Jonathan Togo, amerikai színész
- augusztus 26. – Therese Alshammar, svéd úszónő
- augusztus 26. – Vereckei Ákos, kétszeres olimpiai és hatszoros világbajnok kajakozó
- augusztus 27. – Deco, portugál labdarúgó
- augusztus 31. – Jeff Hardy, amerikai pankrátor

### szeptember–december
- szeptember 7. – Lengyel Tamás, Jászai Mari-díjas magyar színész
- szeptember 11. – Varró Dániel, magyar költő
- szeptember 12. – Julija Pahalina orosz műugró
- szeptember 14. – Ferenczi István, magyar válogatott labdarúgó
- szeptember 15. – Tom Hardy, angol színész
- szeptember 17. – Rob Kornél, magyar labdarúgó
- szeptember 18. – Koncz Zsolt, magyar labdarúgó
- szeptember 21. – Kiss Gergely, háromszoros olimpiai bajnok magyar vízilabdázó
- október 6. – Daniel Brière, kanadai jégkorongozó
- október 8. – Daniel Bess, amerikai színész
- október 10. – Pomper Tibor, magyar labdarúgó
- október 18.
  - Paul Stalteri, kanadai labdarúgó
  - Juhász László Attila, magyar építészmérnök
- október 28.
  - Németh Milán, magyar amerikaifutball-játékos
  - Moser Károly, magyar szinkronszínész
- november 2.
  - Randy Harrison, amerikai színész
  - Leon Taylor, olimpiai ezüstérmes brit műugró
- november 6. – Niradzsan nepáli királyi herceg, a Sah-dinasztia tagja († 2001)
- november 10.
  - Brittany Murphy, amerikai színésznő († 2009)
  - Tihomil Vranješ, horvát vízilabdázó
- november 11. – Deák Attila, magyar kosárlabdázó
- november 12. – Benni McCarthy, dél-afrikai labdarúgó
- november 15.
  - Sean Murray, amerikai színész
  - Peter Phillips, a brit trón 11. várományosa, Anna brit királyi hercegnő fia
- november 23. – Pintér Zoltán, magyar labdarúgó
- november 25. – Guillermo Cañas argentin teniszező
- november 26. – Ivan Basso olasz kerékpáros
- november 30. – Olivier Schoenfelder francia jégtáncos
- december 4. – Nádasi Veronika magyar színésznő, szinkronszínész, énekes, tanár
- december 7.
  - Dominic Howard, angol dobos (Muse)
  - Horváth Patrícia, magyar vízilabdázó
- december 9. – Tóth Barnabás, magyar filmrendező, színész, producer
- december 18. - Axwell svéd DJ
- december 19. – Boros Tamara, horvátországi magyar asztaliteniszező
- december 26. – Frédéric Dambier, francia műkorcsolyázó
- december 30. – Saša Ilić, szerb labdarúgó

## Halálozások

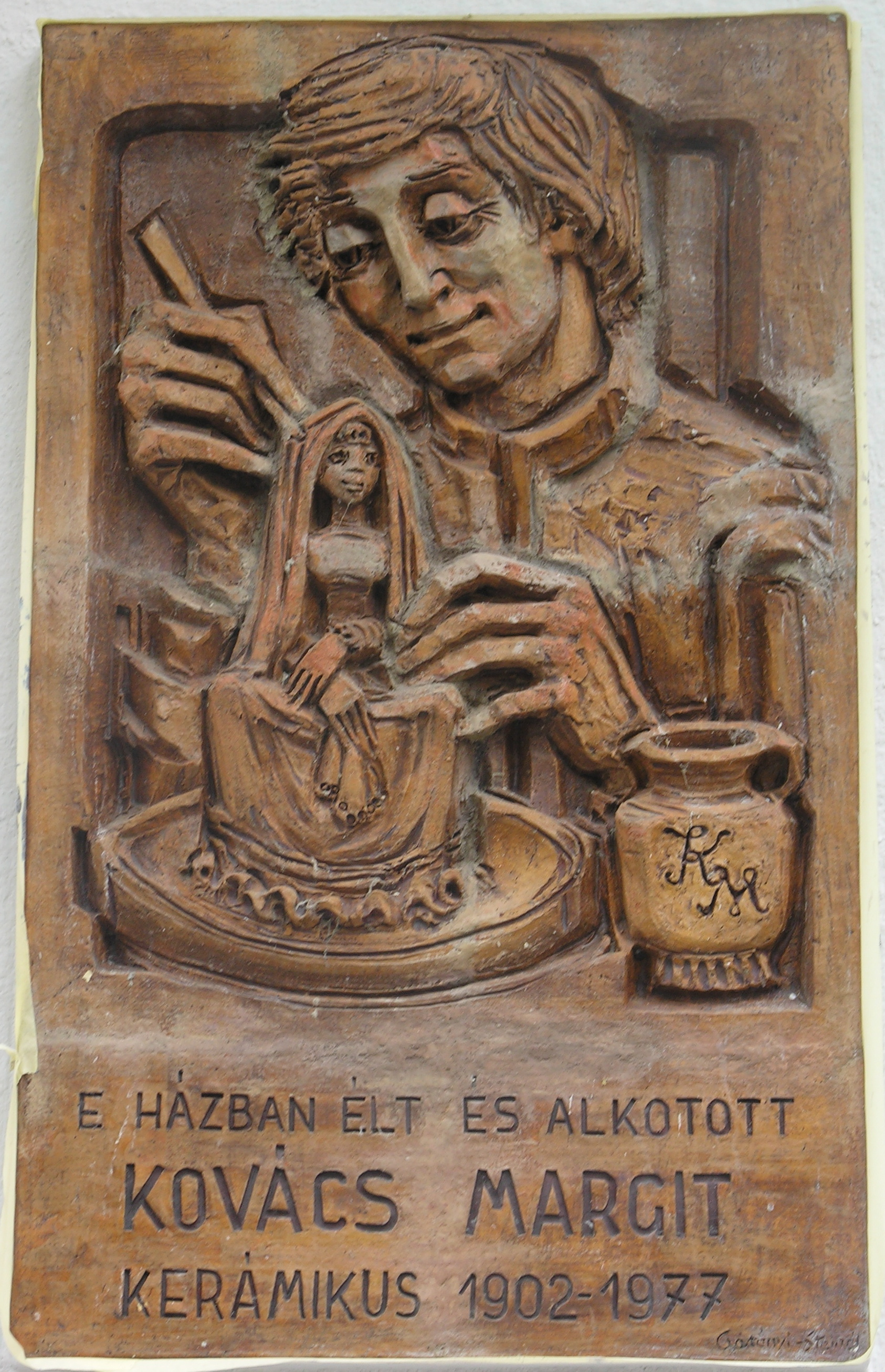
Kovács Margit

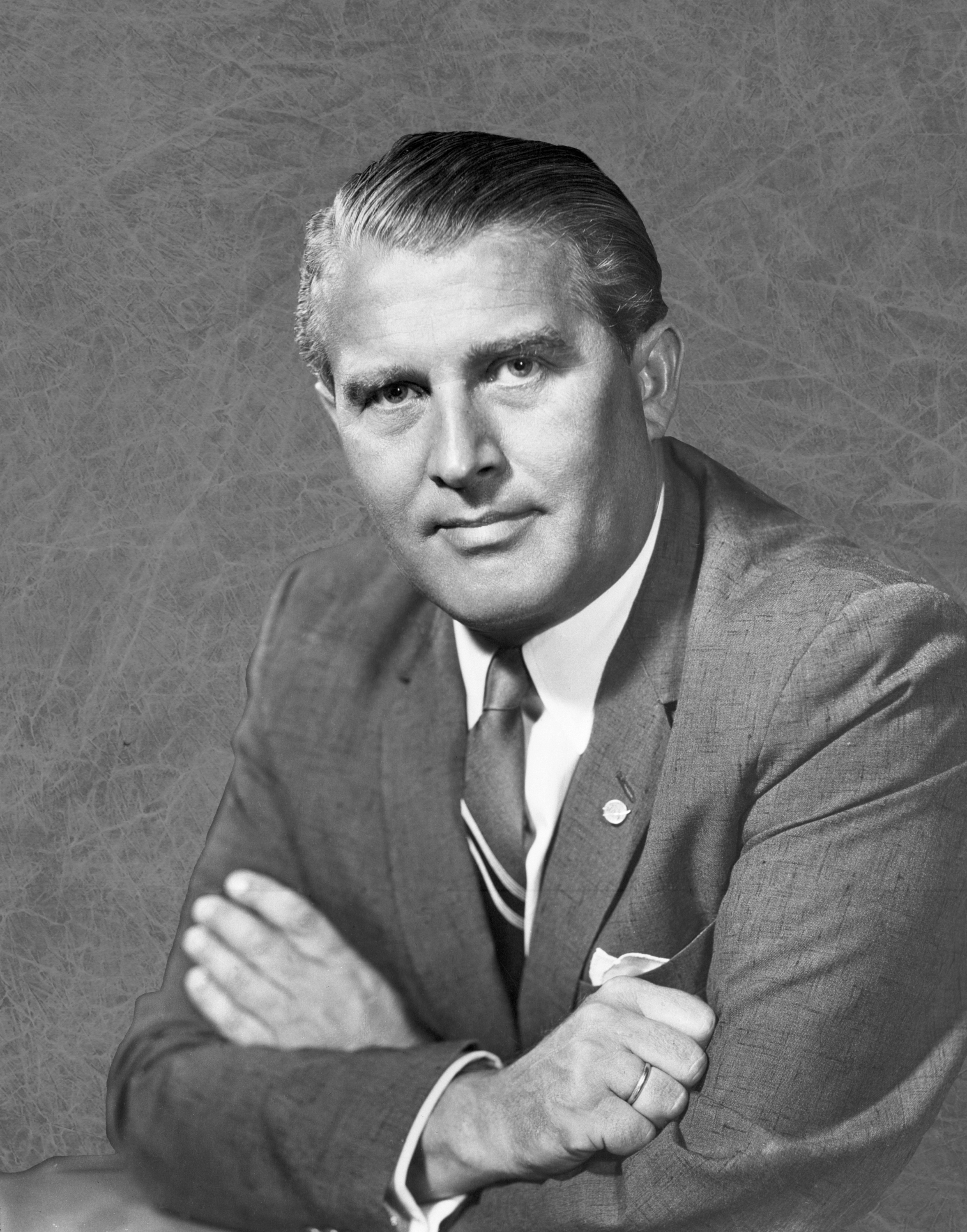
Wernher von Braun

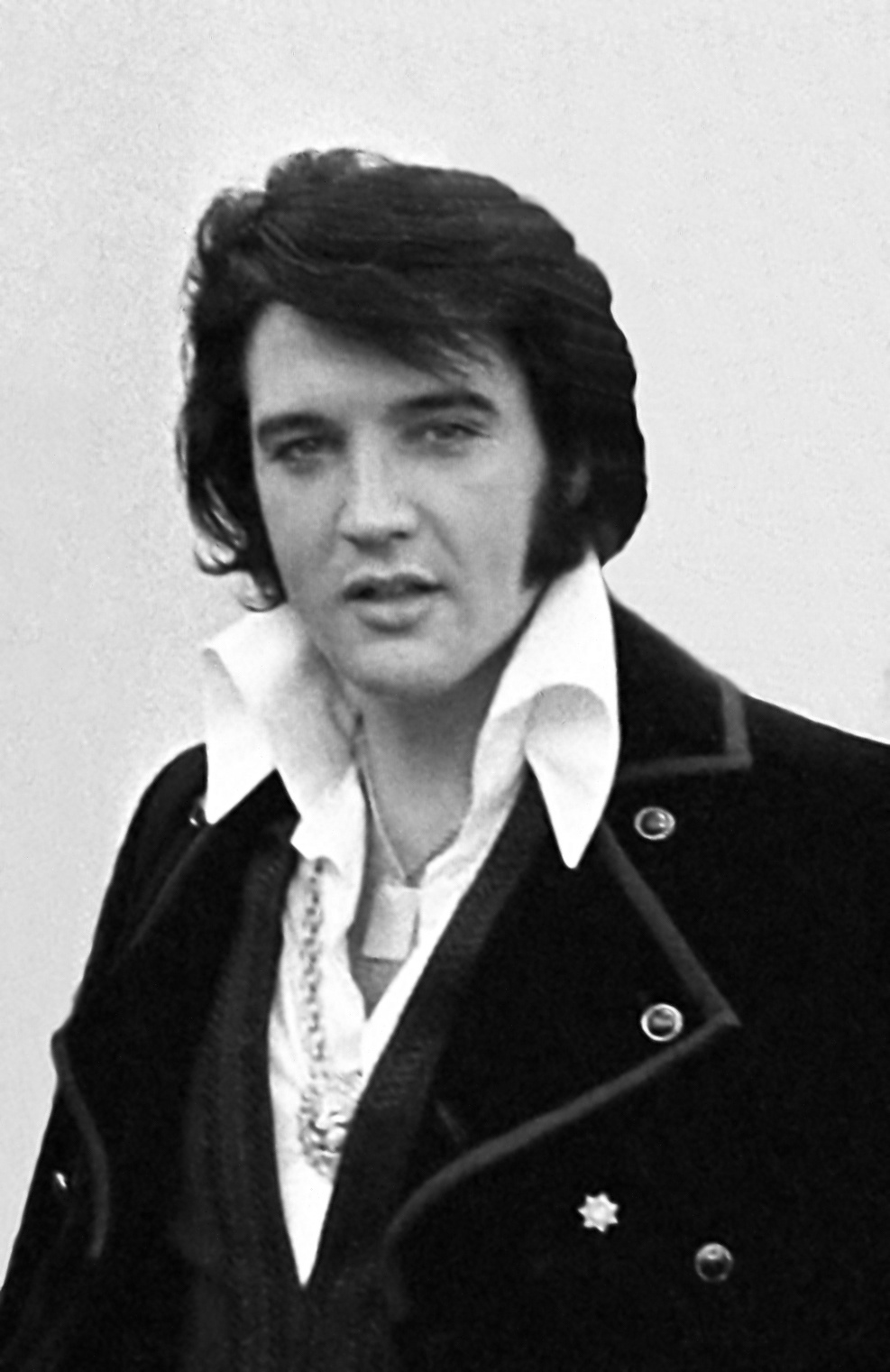
Elvis Presley

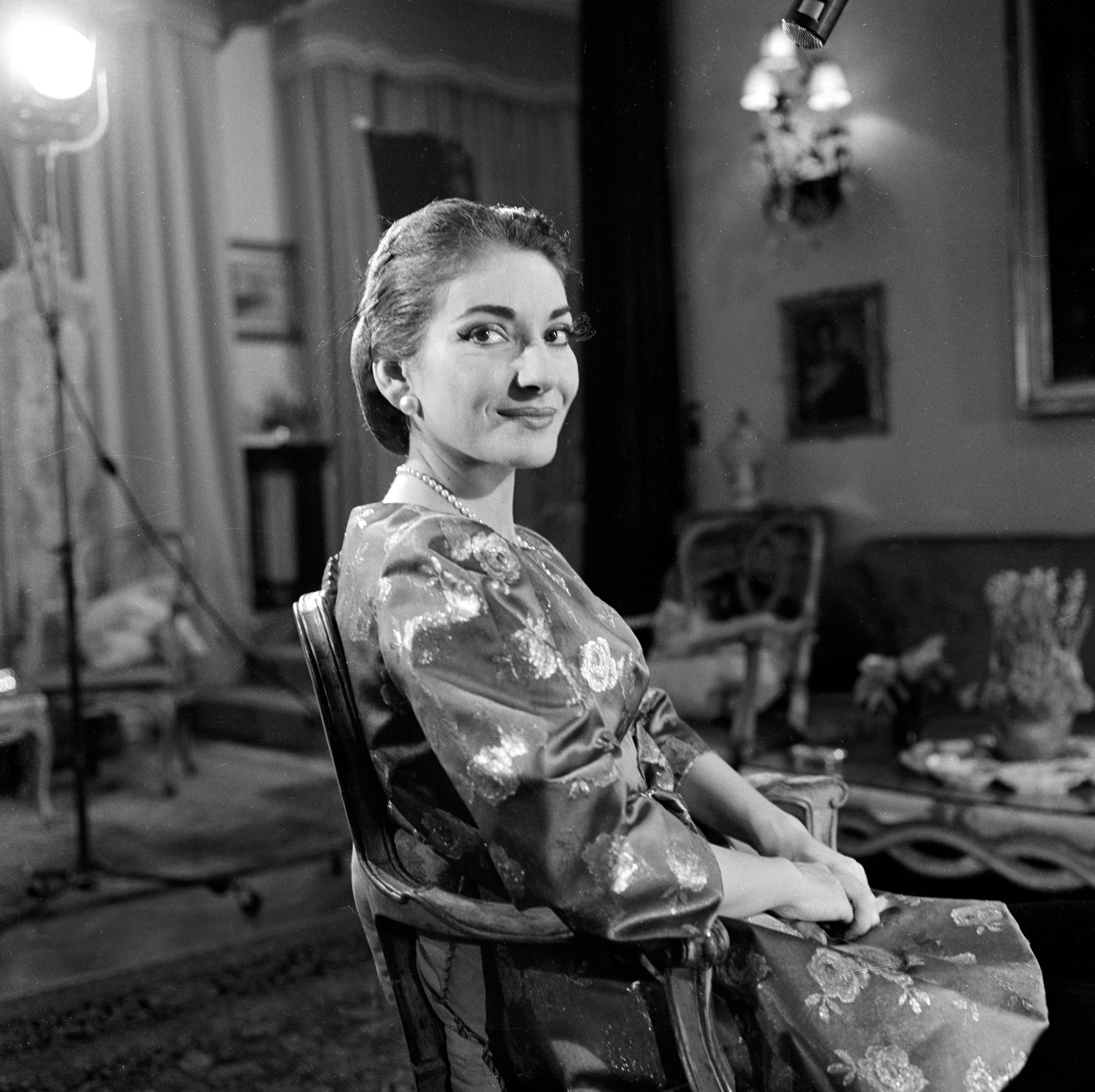
Maria Callas

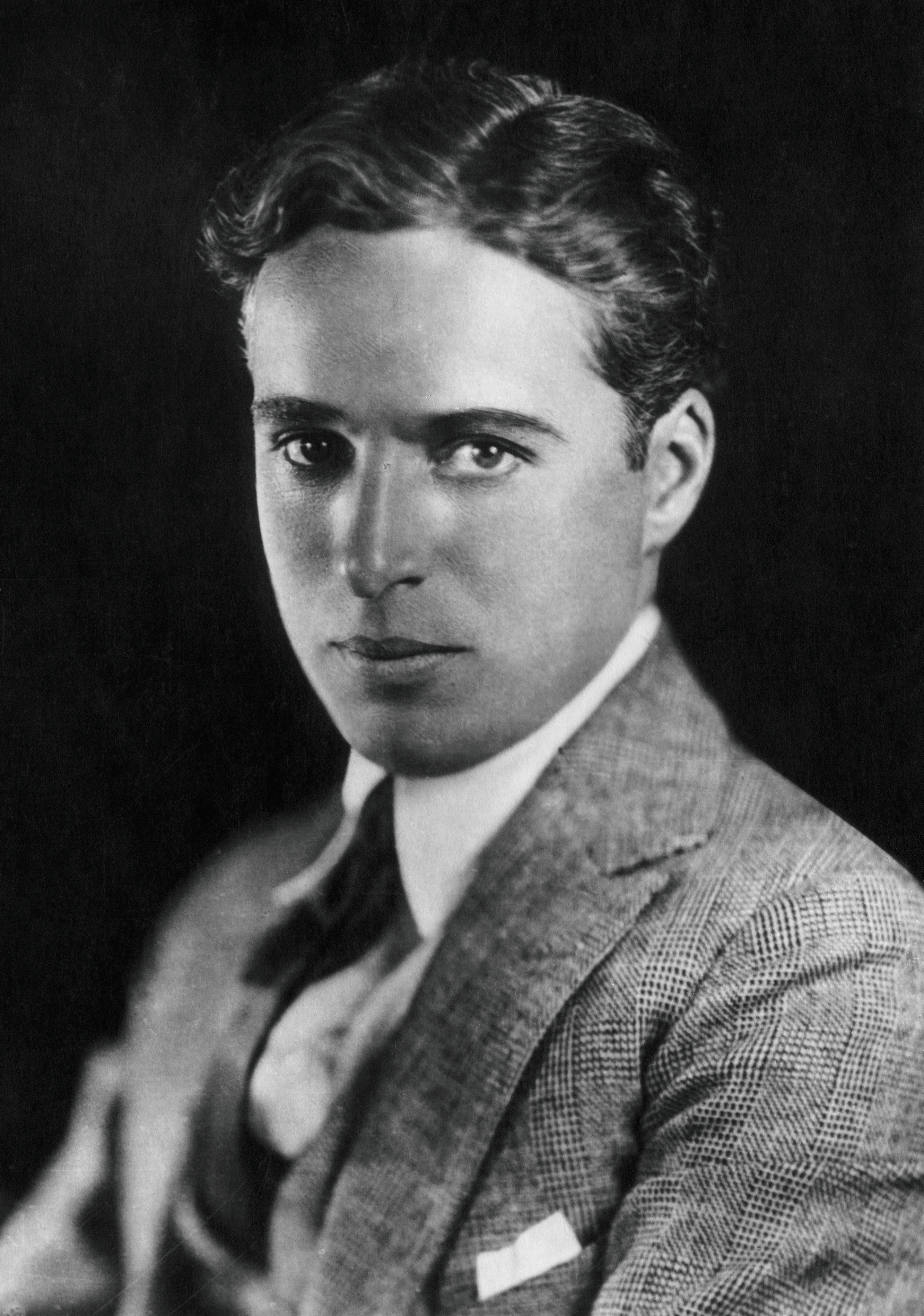
Charles Chaplin

- január 9. – Heinrich Bleichrodt német tengeralattjáró-parancsnok, aki a tizennyegyedik legeredményesebb tengeralattjáró-ász volt a második világháborúban (* 1909)
- január 14. – Anaïs Nin kubai származású, franciaországi születésű amerikai írónő (* 1903)
- január 14. – Robert Anthony Eden, volt brit miniszterelnök (* 1897)
- január 14. – Peter Finch, ausztrál színész (* 1916)
- január 22. – Révész Géza honvédelmi miniszter (* 1902)
- január 28. – Tom Pryce egykori Formula–1-es pilóta (* 1949)
- január 30. – Babos Zoltán magyar vízépítő mérnök (* 1904)
- február 9. – Szergej Vlagyimirovics Iljusin, szovjet repülőgéptervező mérnök (* 1894)
- február 11. – Fakhruddin Ali Ahmed, India 5. elnöke (* 1905)
- február 13. – Pogácsás György, mezőgazdász, egyetemi tanár, politikus (* 1919)
- február 17. – Péter Rózsa, Kossuth-díjas magyar matematikus (* 1905)
- február 20. – Rami Garipov, baskír költő, író, drámaíró, műfordító (* 1932)
- március 28. – Csallány Dezső, régész (* 1903)
- március 29. – Földes Péter Mihály (Peter Foldes) festő, animációs filmrendező (* 1923)
- március 30. – Tasnádi Kubacska András geológus, paleontológus (* 1902)
- április 5. – Zádor Jenő magyar zeneszerző (* 1894)
- április 25. – Méray-Horváth Zsófia, magyar műkorcsolyázó (* 1889)
- május 21. – Kronberger Lily, világbajnok műkorcsolyázó (* 1890)
- június 1. – Básti Lajos, színész (* 1911)
- június 4. – Kovács Margit, keramikus (* 1902)
- június 12. – Várszegi József, olimpiai bronzérmes atléta, gerelyhajító (* 1910)
- június 16. – Wernher von Braun, német-amerikai fizikus, rakéta-mérnök (* 1912)
- június 25. – Szervánszky Endre, zeneszerző (* 1911)
- június 29. – Kutasi György, olimpiai bajnok vízilabdázó (* 1910)
- július 2. – Vladimir Nabokov, orosz származású amerikai író, műfordító (* 1899)
- augusztus 1. – Francis Gary Powers az amerikai légierő tisztje (* 1929)
- augusztus 3.
  - III. Makáriosz érsek, Ciprus elnöke (* 1913)
  - Zih Károly magyar jogász, főszolgabíró, országgyűlési képviselő (* 1885)
- augusztus 4. – Ernst Bloch, német filozófus (* 1885)
- augusztus 7. – Balogh József mezőgazdász, kelet-magyarországi helyi politikus, országgyűlési képviselő (* 1919)
- augusztus 16. – Elvis Presley, amerikai énekes, a rock and roll Királya (* 1935)
- augusztus 18. – Déry Tibor, író (* 1894)
- augusztus 18. – Fábián László református lelkész, politikus, mezőgazdasági szakíró (* 1919)
- augusztus 20. – Gillemot László Kossuth-díjas gépészmérnök, anyagtudós, az MTA tagja (* 1912)
- augusztus 25. – Kós Károly, építész, író (* 1883)
- szeptember 2. – Manga János magyar folklorista, a néphagyomány és népművészet szakavatott kutatója (* 1906)
- szeptember 5. – Gustav Bayer olimpiai ezüstérmes norvég tornász (* 1895)
- szeptember 6. – Hajnal Anna, József Attila-díjas költő, író (* 1907)
- szeptember 8. – Zero Mostel amerikai színész, a New York-i Broadway színpadainak népszerű komikusa (* 1915)
- szeptember 13. – Leopold Stokowski, angol karmester (* 1882)
- szeptember 16. – Maria Callas, görög opera-énekesnő (* 1923)
- október 6. – Kormos István, költő, műfordító (* 1923)
- október 14. – Bing Crosby, amerikai énekes, színész (* 1903)
- november 18. – Kurt Schuschnigg, volt osztrák szövetségi kancellár (* 1897)
- december 7. – Goldmark Péter Károly magyar származású amerikai mérnök, fizikus (* 1906)
- december 8. – Nagy Ernő, olimpiai bajnok vívó (* 1898)
- december 25. – Charles Chaplin, amerikai színész, rendező (* 1889)
- december 25. – Reményi József, szobrász, érem- és plakettművész (* 1887)

## Nobel-díjak
| Fizikai            | Philip Warren Anderson, Sir Nevill Francis Mott, John Hasbrouck van Vleck |
| Kémiai             | Ilya Prigogine                                                            |
| Orvosi-fiziológiai | Roger Guillemin, Andrew Schally, Rosalyn Sussman Yalow                    |
| Irodalmi           | Vicente Aleixandre                                                        |
| Béke               | Amnesty International                                                     |
| Közgazdasági       | Bertil Gotthard Ohlin, James Meade                                        |